# 330-я истребительная авиационная дивизия
330-я истреби́тельная авиацио́нная Островская диви́зия (330-я иад) — соединение Военно-Воздушных сил (ВВС) Вооружённых Сил РККА, принимавшее участие в боевых действиях Великой Отечественной войны.

## История наименований
- 330-я истребительная авиационная дивизия;
- 330-я истребительная авиационная Островская дивизия;
- Полевая почта 18362.

## Создание дивизии
330-я истребительная авиационная дивизия сформирована в октябре 1943 года в составе Военно-воздушных сил Московского военного округа в г. Тула.

## Расформирование дивизии
330-я истребительная авиационная Островская дивизия расформирована в августе 1960 года.

## В действующей армии
В составе действующей армии:
- с 8 июля 1944 года по 9 мая 1945 года.

## Командиры дивизии
| Звание    | Ф. И. О.                     | Период                  |
| --------- | ---------------------------- | ----------------------- |
| Полковник | Андреев Александр Михайлович | 09.11.1943 — 13.08.1946 |

## В составе объединений
| Дата          | Фронт (округ)               | Армия                           | Корпус |
| ------------- | --------------------------- | ------------------------------- | ------ |
| 01.11.1943 г. | Московский военный округ    | ВВС Московского военного округа |        |
| 08.07.1944 г. | 3-й Прибалтийский фронт     | 14-я воздушная армия            |        |
| 18.10.1944 г. | 3-й Белорусский фронт       | 1-я воздушная армия             |        |
| 09.05.1945 г. | 3-й Белорусский фронт       | 1-я воздушная армия             |        |
| 26.09.1945 г. | Ленинградский военный округ | 13-я воздушная армия            |        |
| 20.02.1949 г. | Ленинградский военный округ | 76-я воздушная армия            |        |
| 01.02.1952 г. | Центральная группа войск    | 59-я воздушная армия            | -      |
| 01.09.1955 г. | Белорусский военный округ   | 26-я воздушная армия            |        |

| Ла-7 | Ла-5 | ЛаГГ-3 |

## Части и отдельные подразделения дивизии
| Период                  | Наименование                          | Примечание                                                 |
| ----------------------- | ------------------------------------- | ---------------------------------------------------------- |
| 10.12.1943 — 01.08.1960 | 927-й истребительный авиационный полк | Передан в состав 95-й иад 26-й ВА                          |
| 03.01.1944 — 10.05.1947 | 609-й истребительный авиационный полк | расформирован                                              |
| 01.02.1944 — 01.01.1952 | 161-й истребительный авиационный полк | передан в состав 66-й иад ВВС Южной группы войск (Румыния) |
| 01.02.1946 — 01.08.1960 | 116-й истребительный авиационный полк | расформирован вместе с 330-й иад                           |
| 01.05.1955 — 01.08.1960 | 405-й истребительный авиационный полк | расформирован вместе с 330-й иад                           |

### Боевой состав на 9 мая 1945 года
| Наименование                          | Примечание     |
| ------------------------------------- | -------------- |
| 161-й истребительный авиационный полк | Ла-5 ФН и Ла-7 |
| 609-й истребительный авиационный полк | Ла-5 ФН        |
| 927-й истребительный авиационный полк | Ла-5 ФН        |

### Боевой состав на 1953 год
| Наименование                          | Примечание |
| ------------------------------------- | ---------- |
| 116-й истребительный авиационный полк | МиГ-15     |
| 927-й истребительный авиационный полк | МиГ-15     |

### Боевой состав на 1959 год
| Наименование                          | Примечание |
| ------------------------------------- | ---------- |
| 116-й истребительный авиационный полк | МиГ-17     |
| 405-й истребительный авиационный полк | МиГ-15     |
| 927-й истребительный авиационный полк | МиГ-15     |

## Участие в операциях и битвах
Великая Отечественная война (1944—1945):
- Псковско-Островская операция — с 17 июля 1944 года по 31 июля 1944 года.
- Тартуская операция — с 10 августа 1944 года по 9 сентября 1944 года[6].
- Рижская операция — с 14 сентября 1944 года по 22 октября 1944 года.
- Инстербургско-Кенигсбергская операция — с 13 января 1945 года по 27 января 1945 года.
- Восточно-Прусская операция — с 13 января 1945 года по 25 апреля 1945 года.
- Кенигсбергская операция — с 6 апреля 1945 года по 9 апреля 1945 года.
- Земландская операция — с 13 апреля 1945 года по 24 апреля 1945 года.

Обучение венгерских лётчиков на самолёте МиГ-15 — с марта 1952 года по ноябрь 1952 года

## Почётные наименования
- 330-й истребительной авиационной дивизии присвоено почётное наименование «Островская»[7].
- 927-му ордена Александра Невского истребительному авиационному полку 17 мая 1945 года за отличие в боях при овладении городом и крепостью Кёнигсберг присвоено почётное наименование «Кёнигсбергский»[8]
- 161-му истребительному авиационному полку 31 октября 1944 года за отличие в боях за овладение городом Рига присвоено почётное наименование «Рижский»[9].
- 609-му истребительному авиационному полку орденов Суворова и Кутузова III степени 17 мая 1945 года за отличие в боях при овладении городом и крепостью Кенигсберг присвоено почётное наименование «Кёнигсбергский»[10].

| МиГ-17 | МиГ-15 | МиГ-15 |

## Награды
- 9 августа 1944 года — Почетное наименование «Островская» — присвоено приказом Верховного Главнокомандующего № 0247 от 9 августа 1944 года — за отличие в боях при освобождении города Остров.[11][12]
- 26 апреля 1945 года —  Орден Кутузова II степени — награждена указом ПРезидиума Верховного Совета СССР от 26 апреля 1945 года за образцовое выполнение заданий командования в боях в немецкими захватчиками при разгроме группы немецких войск юго-западнее Кенигсберга и проявленные при этом доблесть и мужество.[13]

Награды частей дивизии:
- 161-й Рижский истребительный авиационный полк за образцовое выполнение боевых заданий командования в боях с немецкими захватчиками при овладении городами Тапиау, Алленбург, Ноденбург, Летцен и проявленные при этом доблесть и мужество Указом Президиума Верховного Совета СССР от 19 февраля 1945 года награждён орденом «Суворова III степени».
- 609-й истребительный авиационный полк за образцовое выполнение заданий командования в боях с немецкими захватчиками, за овладение городом Рига и проявленные при этом доблесть и мужество Указом Президиума Верховного Совета СССР от 31 октября 1944 года награждён орденом «Кутузова III степени».
- 609-й ордена Кутузова III степени истребительный авиационный полк за образцовое выполнение боевых заданий командования в боях с немецкими захватчиками при овладении городами Хайльсберг, Фридланд и проявленные при этом доблесть и мужество Указом Президиума Верховного Совета СССР от 5 апреля 1945 года награждён орденом «Суворова III степени».
- 927-й истребительный авиационный полк Указом Президиума Верховного Совета СССР от 5 апреля 1945 года за образцовое выполнение боевых заданий командования в боях с немецкими захватчиками при овладении городами Вормдитт, Мельзак и проявленные при этом доблесть и мужество награждён орденом «Александра Невского».

## Благодарности Верховного Главнокомандования
Верховным Главнокомандующим объявлены благодарности:
- за форсировании реки Великая[14]
- за овладение городом Тарту[15]
- за овладение городом Валга[16]
- за прорыв обороны немцев в Восточной Пруссии[17]
- за овладение городами Тильзит, Гросс-Скайсгиррен, Ауловенен, Жиллен и Каукемен[18]
- за овладение городом Инстербург[19]
- за овладение городами Тапиау, Алленбург, Норденбург и Летцен[20]
- за овладение городами Хайльсберг и Фридланд[21]
- за овладение городами Вормдитт и Мельзак[22]
- за овладение городом Хайлигенбайль[23]
- за разгром группы немецких войск юго-западнее Кенигсберга[24]

## Отличившиеся воины дивизии
- Лабутин Константин Алексеевич, капитан, командир эскадрильи 927-го истребительного авиационного полка 330-й истребительной авиационной дивизии 1-й воздушной армии Указом Президиума Верховного Совета СССР 26 июня 1991 года удостоен звания Герой Советского Союза. Золотая Звезда № 11654.

## Базирование
| Период                  | Место базирования                |
| ----------------------- | -------------------------------- |
| 05.1945 — 25.07.1945    | Гутенфельд, Восточная Пруссия    |
| 25.07.1945 — 01.03.1952 | Кречевицы, Новгородская область  |
| 01.03.1952 — 15.10.1952 | Кечкемет, Венгрия                |
| 01.03.1952 — 15.10.1952 | Тасар, Венгрия                   |
| 15.10.1952 — 09.1955    | Штрасхоф-ан-дер-Нордбан, Австрия |
| 09.1952 — 08.1960       | Молодечно, Минская область       |